# Digital Spy
Digital Spy är en brittisk mediewebbplats. Enligt comScore var Digital Spy 2009 den fjärde största brittiska mediewebbplatsen, med 2,1 miljoner unika besökare. I juni 2009 var webbplatsen den 76:e mest populära webbplatsen i Storbritannien, enligt Alexa Internet. Digital Spy grundades 17 januari 1999. 